# Marián Masný
Marián Masný, (ur. 13 sierpnia 1950 w Rybanach), były słowacki piłkarz grający na pozycji skrzydłowego. Występując w barwach Czechosłowacji, w 75 występach zdobył 18 goli.
Wraz z drużyną Czechosłowacji uczestniczył w Euro 1976 rozgrywanym w Jugosławii, gdzie Czechosłowacja wywalczyła złoty medal. Występował także na Euro 1980 rozgrywanych we Włoszech oraz na MŚ 1982 rozgrywanych w Hiszpanii. W karierze grał w zespołach Dukla Bańska Bystrzyca, Slovan Bratysława i ZŤS Petržalka oraz austriackich SC Neusiedl am See i FC Mönchhof.